# Запад-77
«Запад-77» — крупные общевойсковые учения вооружённых сил Советского Союза и государств Варшавского Договора.
В учениях принимали участие шестнадцать войсковых объединений. Учения «Запад-77», вместе с рядом других учений проведённых в 1970-е годы, особенно повлияли на развитие теории и практики ведения оперативно-стратегических операций, операций фронтов и флотов. Состоялось в мае — июне 1977 года и были первыми крупными учениями под руководством Министра обороны СССР Д. Ф. Устинова.

## Подготовка к учениям
Учениям предшествовала большая подготовительная работа. Целью учений было определено дальнейшее развитие существовавших к этому времени теории и практики ведения оперативно-стратегических операций, операций фронтов и флотов на западе. Более чем за 2 месяца до начала учений были заслушаны предложения Генерального штаба о замысле и порядке их проведения. По мере дальнейшей подготовки проходили неоднократные заслушивания и уточнения плана проведения учений. Проведены занятия с привлеченными посредниками. Одновременно формулировался ряд выводов и предложений, которые следовало учесть при разборе итогов учений. И во всей этой подготовительной работе живое непосредственное участие принимал Д. Ф. Устинов, глубоко вникая в организацию и практическую суть предстоящих учений.

## Привлечённые силы и страны
К участию в учениях «Запад-77» были привлечены силы и средства Прикарпатского и Белорусского военных округов, Северной и Центральной групп войск, Группы советских войск в Германии, Балтийский флот, части Чехословацкой народной армии, национальной народной армии ГДР и Войска Польского. Участие в них принимало и высшее военное руководство ЧССР, ГДР и ПНР. По ходу учений состоялись встречи Министра обороны СССР Д. Ф. Устинова с тогдашним руководством этих стран

## Положение в мире и оценки учений
По итогам учений аналитики Пентагона исследовали тему «Захват стратегической и тактической инициативы вооружёнными силами государств Варшавского договора с последующим переходом в решительное стратегическое наступление с переносом операций на территорию врага». Материалы данных исследований в дальнейшем углублённо изучались западными историками и политологами.
Так, в 2005 году признанным на Западе американским историком Холодной войны, доктором политических наук, профессором Войтехом Мастны совместно с Малькольмом Бирни, заместителем заведующего Архива национальной безопасности Соединённых Штатов, во втором издании была издана книга «Карточный замок. История Варшавского Договора изнутри (1955—1991)», в которой авторы приходят к следующим выводам:

Очевидную и непосредственную угрозу представляло собой не столько накапливание вооружений, сколько планирование, рассматривавшее войну в Европе как более вероятный и допустимый сценарий. Обе стороны уже отказывались от бессмысленного сценария ядерного столкновения, хотя страны Варшавского договора отказывались от него менее охотно, чем НАТО. Чтобы обойти неловкий вопрос о том, кто нанесет первый удар, советские теоретики даже сформулировали концепцию «встречного удара», которая предполагала, что противники одновременно задействуют свой ядерный потенциал в один и тот же момент. Однако основное внимание при этом уделялось разработке более вероятных сценариев, предусматривавших столкновение с использованием обычных вооружений, в рамках которых применение ядерного оружия можно было бы отсрочить, возможно, на неопределенную перспективу. В идеале, такую войну предполагалось выиграть, разгромив силы НАТО ещё до прибытия в Европу подкреплений из США.
Оригинальный текст (англ.)It was less the piling up of military hardware than the planning to make war in Europe more feasible and imaginable that posed a clear and present danger. Both sides had been moving away from the senseless nuclear scenario, though the Warsaw Pact more reluctantly than NATO. To fudge the awkward question of who would fire first, Soviet theoreticians invented the fiction of "converging strike" (vstrechnyi udar, Begegnungsschlag), which presumed the release of nuclear weapons by the opposing forces at exactly the same time. The emphasis, however, was on developing more credible scenarios for conventional war that could delay, perhaps indefinitely, resort to nuclear arms. Ideally, the war would be won by defeating NATO before American reinforcements could reach Europe.
— Vojtech Mastny, Malcolm Byrne «A cardboard castle? An inside history of the Warsaw Pact, 1955 — 1991»